# Electronic Gaming Monthly
Electronic Gaming Monthly (ofta förkortat EGM) är en månatlig amerikansk datorspelstidskrift. Den publicerar spelnyheter, bevakning av skeenden i branschen, intervjuer med personer inom spelvärlden, redaktionellt innehåll och recensioner. 
Tidskriften grundades ursprungligen 1988 som U.S. National Video Game Team's Electronic Gaming Monthly som en del av Sendai Publications.